# Leandro Profico
Leandro Profico (Coira, 28 febbraio 1990) è un hockeista su ghiaccio svizzero.

## Statistiche

### Club
|           |              |              | Regular Season | Regular Season | Regular Season | Regular Season | Regular Season | Playoff | Playoff | Playoff | Playoff | Playoff |
| Stagione  | Squadra      | Lega         | P              | G              | A              | Pt.            | PIM            | P       | G       | A       | Pt.     | PIM     |
| --------- | ------------ | ------------ | -------------- | -------------- | -------------- | -------------- | -------------- | ------- | ------- | ------- | ------- | ------- |
| 2006-2007 | Chur         | NLB          | 13             | 1              | 0              | 1              | 2              |         |         |         |         |         |
| 2007-2008 | Chur         | NLB          | 45             | 0              | 1              | 1              | 56             |         |         |         |         |         |
|           | Chur U20     | Elite Jr. B  | 12             | 4              | 5              | 9              | 53             |         |         |         |         |         |
| 2008-2009 | Lugano       | NLA          | 5              | 0              | 0              | 0              | 0              |         |         |         |         |         |
|           | Lugano U20   | Elite Jr. A  | 12             | 2              | 4              | 6              | 47             |         |         |         |         |         |
|           | Basel        | NLB          | 32             | 1              | 6              | 7              | 14             |         |         |         |         |         |
|           | Schweiz U-20 | NLB          | 2              | 0              | 0              | 0              | 6              |         |         |         |         |         |
| 2009-2010 | Lugano       | NLA          | 32             | 0              | 2              | 2              | 4              | 2       | 0       | 0       | 0       | 0       |
|           | Lugano U20   | Elite Jr. A  | 15             | 5              | 8              | 13             | 18             |         |         |         |         |         |
|           | Ceresio      | Switzerland3 | 2              | 0              | 0              | 0              | 4              |         |         |         |         |         |
| 2010-2011 | Lugano       | NLA          | 7              | 0              | 0              | 0              | 0              |         |         |         |         |         |
|           | Visp         | NLB          | 18             | 0              | 2              | 2              | 8              |         |         |         |         |         |

### Nazionale
| Stagione  | Livello      | Competizione | P | G | A | Pt. | PIM |
| --------- | ------------ | ------------ | - | - | - | --- | --- |
| 2008-2009 | Schweiz U-20 | NLB          | 2 | 0 | 0 | 0   | 6   |

## Palmarès
- Coppa Svizzera: 1

Rapperswil-Jona Lakers: 2017-2018
- Swiss League: 1

Rapperswil-Jona Lakers: 2017-2018